# Língua kryts
Kryts (Kryc - кърыцIаь мез qryc’ä mez, цIека meз c’eka mez ) é uma das línguas samur do línguas caucasianas do nordeste falas em áreas do rayon de Quba do Azerbaijão por cerca de 6 mil pessoas (1975)

## Dialetos
Os dialetos do Kryts são Jek, Khaput, Yergyudzh e Alyk, que são bem distintos e podem ser considerados como línguas separadas.

## Extinção
Kryts é uma língua ameaçada de extinção classificada como "severamente ameaçada" pela UNESCO no seu Atlas of the World's Languages in Danger. (Critérios da UNESCO p/ Endangered Language: 1. Vulnerável, 2. Definitivamente ameaçada 3. Severamente ameaçada 4. Criticamente ameaçada 5. Extinta)

## Escrita
A língua Kryts é escrita no alfabeto cirílico numa versão própria com 44 letras. 